# 賀耒宏和
賀耒 宏和（かく ひろかず、1954年 - ）は、造園家で俳人、株式会社グリーンダイナミクス代表取締役。元 建設省都市局（現 国土交通省都市局）公園緑地課 課長補佐。
国立大学法人千葉大学大学院園芸学研究科客員教授。俳号は邊庭。特定非営利活動法人社叢学会理事、独立行政法人法人日本園芸福祉普及協会理事ほか。
千葉県流山市の一茶双樹記念館の指定管理者となったことを契機に俳句を始め、同館の俳句教室を母体として誕生した五つの句会の一つである流山双樹句会の会長就任。また、大谷弘至主宰の俳句結社「古志」会員。さらに全国の延喜式内社等の古社を中心に約6000社もの鎮守の杜を回り、社寺に関する論考も多数である。
2004年国際園芸博覧会（浜名湖花博）では総合プロデューサーを務める他、2010年の平城遷都1300年事業でランドスケーププロデューサーを務めた。
小倉市（現北九州市）生まれ。千葉大学園芸学部造園学科卒業、千葉大学大学院園芸学研究科修士課程を修了し、1979年に建設省入省。1991年に退官後、株式会社グリーンダイナミクスを設立し、花のテーマ施設など、園芸や造園を対象とした事業の企画監理に携わる。一茶双樹記念館の指定管理業務を委託開始後15年に亘って担当。その後、事業を後進に譲っている。一般社団法人日本公園緑地協会第46回北村賞を受賞。
著書に『一茶繚乱 俳人　小林一茶と江戸の園芸文化』（八坂書房、2023年）など。